# Руска салата
Руска салата (на руски: салат Оливье) е ястие, което се приготвя от майонеза, варени картофи, грах, моркови, кисели краставички, царевица и различни видове колбаси или пилешко месо.
Популярна е в много страни, макар и не винаги под същото име. В България е известна като „руска салата“, докато в Русия я наричат „Оливие“ или „френска салата“. Във Франция е по-известна като „пиемонтска“ (но вместо грах съдържа домати).
В този си вид руската салата е видоизменена версия на знаменитата салата на Люсиен Оливие. В годините на глад след Октомврийската революция и последвалата гражданска война, повечето от основните съставки са заменени с по-достъпни и на практика днес т. нар. руска салата има твърде малко общо с първоначалната рецепта, която в основната си част и до днес е тайна.

## Оригинална рецепта
Месо от два варени фазана, един телешки език, 100 грама черен хайвер, 200 грама маруля, 25 рака, 200 грама дребни кисели краставички, 200 грама маринована соя, 2 пресни краставици, 100 грама каперси, 5 ситно нарязани твърдо сварени яйца. Сместа от тези продукти Оливие заливал със сос, приготвен от балсамов оцет, стритите жълтъци на 2 твърдо сварени яйца и половин литър зехтин.

## История
Оригиналната версия на салатата била изработена през 1860 г. от Люсиен Оливие, главен готвач в ресторант Ермитраж, един от московските най-реномирани ресторанти. Салатата на Оливие бързо станала популярна сред посетителите на ресторанта. Точната рецепта и по-точно тази на дресинга била ревниво пазена тайна. Знае се, че салатата била приготвяна от месо от фазан, телешки език, хайвер, зелена салата, раци, кисели краставици, варени яйца. Според други източници имало и трюфели, риба, пушена патица, но със сигурност нямала картофи, което днес е основната съставка на салатата.
Към края на 19 век един от помощник-готвачите на Оливие – Иван Иванов направил опит да открадне рецептата за салатата. Докато приготвял дресинга, в пълно усамотение както бил свикнал, Оливие бил внезапно повикан по спешност. Възползвайки се от ситуацията Иванов се промъкнал в кухнята и видял съставките, които използва Оливие за дресинга, както и точните им количества. След това Иванов напуснал Оливие и отишъл да работи като главен готвач в ресторант Москва. Там той подозрително започнал да предлага салата подобна на тази на Оливие, но под името „Столична салата“, обаче дресингът на Столичната салата бил с по-ниско качество – все пак нещо в салата на Иванов „липсвало“, разказвали гастрономите по това време. Точните пропорции на оригиналния дресинг така и не станали известни. По-късно Иванов продал рецептата на различни издателски къщи, които допринесли за разчуването ѝ. През 1905 г. ресторант Ермитраж бил затворен и семейство Оливие напуска Русия (Люсиен Оливие умира 1883 г.) и за това в негова чест салатата станала известна като „Оливие“. С времето популярността ѝ растяла, но тъй като голяма част от съставките ѝ били рядкост, други скъпи или сезонни, постепенно тези съставки били изместени от по-обикновени и достъпни като така се стигнало до днешната версия на руската салата.

## Новата Оливие
Днес версията на салатата съдържа варени картофи, кисели краставички, грах, яйца, лук, наденица или варено месо, залети с майонеза – това е приблизително версията на салатата на Иванов и само бледо наподобява оригинала на Оливие. Тази салата се сервира на всеки руски официален празник, особено на Нова година и зимните празници. Друга популярна празнична салата е „селёдка под шубой“  т.е. херинга със зеленчуци, майонеза и задължително цвекло. По време на комунизма салатата е станала широко разпространена и в България. Българската версия еквивалентно на руската съдържа основно картофи, моркови, кисели краставички, грах, яйца, месо, обикновено шунка, залети с майонеза, като понякога се добавят черен пипер или няколко стръка пресен лук за вкус. Салатата е особено популярна и в Иран, където добавят и пилешко месо. Заради френското влияние върху испанската кухня тази салата е позната и там, и съдържа – моркови, консервирана риба тон, яйца, грах, печени червени чушки, зелени маслини, картофи и майонеза.

## Други български варианти на салати с майонеза
В България са популярни различни рецепти за салати с майонеза, които отчасти приличат на най-популярния вариант – наричан руска салата. Повечето от тях също носят помпозни имена, като италианска, европейска и други, но всъщност това са обичайно повтаряни български варианти за салати с майонеза и почти нямат аналог за така приготвяни салати в съответните географски райони, чиито имена носят.
Ето съставките на някои от най-често приготвяните майонезени салати в България (с популярните български имена):
Европейска – царевица, майонеза, пресни краставички, моркови, сол, чесън, копър, къри и други добавки 
Италианска – картофи, кисели краставички, майонеза, телешки салам, ябълки, магданоз, горчица, сол, черен пипер и други добавки 
Зеле, моркови и майонеза – майонеза, зеле, моркови, сол, оцет и други добавки 